# Постріл у спину (фільм)
«Постріл у спину» (рос. «Выстрел в спину») — радянський художній фільм, поставлений на кіностудії «Мосфільм» у 1979 році режисером Володимиром Чеботарьовим за однойменною повістю Миколи Леонова. Прем'єра фільму відбулася в листопаді 1980 року.

## Сюжет
Письменник Павло Володимирович Вєтров убитий пострілом в спину. Було заведено кримінальну справу, де під підозрою опиняються художник Євген Олександрович Шутін, друг дитинства письменника, і колишній спортсмен Олег Перов. Кожен з них добре знав убитого письменника і у кожного є своя таємниця. Розслідування вбивства доручено молодому капітанові міліції Миколі Гурову.

## У ролях
- Лев Пригунов — Микола Іванович Гуров, капітан міліції, слідчий
- Михайло Волков — Євген Олександрович Шутін, художник
- Ігор Охлупін — Павло Володимирович Вєтров, письменник
- Олександр Збруєв — Олег Перов
- Лариса Удовиченко — Ірина Перова
- Володимир Самойлов — Костянтин Костянтинович, полковник міліції
- Неллі Пшенна — Інна Петрівна, коханка Шутіна
- Юрій Саранцев — Петро Миколайович Орлов, старший слідчий
- Віктор Чекмарьов — Семен Семенович Семенов, підпільний артільник
- Володимир Ферапонтов — Ванін
- Любов Поліщук — Олена Миколаївна Ваніна, дружина підпільного артільника
- Марина Дюжева — Рита, подружка Гурова
- Всеволод Ларіонов — генерал-майор міліції
- Володимир Кенігсон — Ніка Никифоров, старий актор
- Лев Золотухін — Віктор Іванович
- Софія Пилявська — Клавдія Іванівна, тітка Вєтрова, вдова колекціонера, власниця картини Марка Шагала

## Знімальна група
- Автор сценарію — Микола Леонов
- Режисер-постановник — Володимир Чеботарьов
- Оператор-постановник — Юрій Гантман
- Художник-постановник — Євген Серганов
- Композитор — Андрій Петров